# Blitzkurbel
Die Blitzkurbel ist eine Sonderbauform des Treibzapfens, bei der die Treibstange nicht direkt am ursprünglichen Treibzapfen, sondern an einer Kurbel angreift. Sinn dieser Anordnung war die nachträgliche Änderung des Kurbelversatzes bei einer Dreizylinderlok, bei der vorher beide äußeren Kurbelzapfen dem inneren Kurbelzapfen um 90° vorauseilten.
Die Blitzkurbel kam nur bei den Dampflokomotiven Altona 561 und Altona 562 der Preußischen Staatsbahn zur Ausführung. Diese Lokomotiven besaßen ein Dreizylinder-Verbundtriebwerk, wobei die äußeren Niederdruck-Kurbeln der inneren Hochdruckkurbel um 90° vorauseilten. Diese Anordnung war bei diesen Loks versuchsweise getroffen worden, um Drehbewegungen um die senkrechte Achse entgegenzuwirken, die bei Lokomotiven mit 120° Kurbelversatz auftreten.
Da sich aufgrund der neuen Anordnung in einem bestimmten Geschwindigkeitsbereich starke Zuckbewegungen der Lokomotive ergaben, musste diese Idee aufgegeben werden, und die Lokomotiven wurden 1904 oder 1905 dergestalt mittels Blitzkurbeln umgebaut, dass nunmehr die Blitzkurbel dem Treibzapfen auf der linken Seite um 45° nacheilte, während sie rechts dem Treibzapfen um 45° vorauseilte, sodass sich insgesamt ein Versatz von 45°/225°/90° ergab. Da der Hochdruckzylinder auf die vordere Treibachse wirkte, ergab sich bei der hinteren Treibachse ein Versatz von 90°, wie er bei Zweizylinderlokomotiven üblich ist.